# Colin Johnson
Colin Johnson (Anguilla, 8 luglio 1964) è un allenatore di calcio ed ex calciatore anguillano.

## Carriera

### Giocatore

#### Club
Gioca dal 2004 al 2010 al Roaring Lions.

#### Nazionale
Debutta in Nazionale nel 2000. Gioca con la Nazionale fino al 2008.

### Allenatore
Dopo il ritiro da giocatore, allena dal 2010 al 2014 la nazionale anguillana.